# Марблтаун (Нью-Йорк)
Марблтаун (англ. Marbletown) — місто (англ. town) в США, в окрузі Ольстер штату Нью-Йорк. Населення — 5658 осіб (2020).

## Демографія
Згідно з переписом 2010 року, у місті мешкало 5607 осіб у 2400 домогосподарствах у складі 1545 родин. Було 2989 помешкань
Расовий склад населення:
| - 94,6 % — білих - 1,6 % — чорних або афроамериканців - 1,2 % — азіатів - 0,2 % — корінних американців |

До двох чи більше рас належало 1,9 %. Частка іспаномовних становила 2,8 % від усіх жителів.
За віковим діапазоном населення розподілялося таким чином: 17,9 % — особи молодші 18 років, 65,9 % — особи у віці 18—64 років, 16,2 % — особи у віці 65 років та старші. Медіана віку мешканця становила 47,7 року. На 100 осіб жіночої статі у місті припадало 97,4 чоловіків;  на 100 жінок у віці від 18 років та старших — 95,7 чоловіків також старших 18 років.
Середній дохід на одне домашнє господарство  становив 86 471 долар США (медіана — 62 635), а середній дохід на одну сім'ю — 107 778 доларів (медіана — 79 315). Медіана доходів становила 73 381 долар для чоловіків та 42 309 доларів для жінок. За межею бідності перебувало 12,2 % осіб, у тому числі 13,2 % дітей у віці до 18 років та 9,4 % осіб у віці 65 років та старших.
Цивільне працевлаштоване населення становило 2749 осіб. Основні галузі зайнятості: освіта, охорона здоров'я та соціальна допомога — 25,6 %, роздрібна торгівля — 13,2 %, мистецтво, розваги та відпочинок — 11,4 %, науковці, спеціалісти, менеджери — 10,1 %.